# Martin Völschow (der Erste)
Martin Völschow, zur Unterscheidung von anderen gleichnamigen Nachfolgern auch als Martin Völschow I. bezeichnet, (* im 15. Jahrhundert; † 1546) war ein Greifswalder Ratsherr und Stammvater einer verzweigten vorpommerschen Ratsfamilie.

## Leben
Martin Völschow soll der Sohn eines Martin Völschow zu Gützkow gewesen sein. Er wurde 1506 als Erster seiner Familie Ratsherr zu Greifswald und blieb Ratsherr bis zu seinem Tode im Jahre 1546. Im Jahre 1526 erwarb er ein Haus am Fischmarkt nahe dem Greifswalder Rathaus. 
Martin Völschow war der Stammvater einer durch elf Mitglieder im Greifswalder Rat und vier Mitglieder im Stralsunder Rat vertretenen Familie. Er war mit Gertrud, einer Tochter von Henning Hunsted, verheiratet. Das Paar hatte die drei Söhne Johann, Henning und Martin, sowie die Töchter Gertrud und Katharina. 
Die drei Söhne erwarben 1545 das Bürgerrecht von Greifswald.
Sohn Johann († 1560) wurde Ratsherr in Greifswald und war mit Anna Stevelin verheiratet, einer Tochter des Bürgermeisters Johann Stevelin († 1518). Deren Sohn Martin III. (1546–1613) wurde 1607 Bürgermeister von Greifswald.
Sohn Henning wurde Kaufmann in Greifswald und war mit Margareta Hannemann verheiratet.
Sohn Martin II. († 1590) war von 1561 bis zu seinem Tode Ratsherr in Greifswald. Er war in erster Ehe mit Elisabeth, Tochter des Bürgermeisters M. Burchard Beckmann, und in zweiter mit Regina, Tochter des Ratsherrn Joachim Engelbrecht, verheiratet.